# Trauer muss Elektra tragen
Trauer muss Elektra tragen (englischer Originaltitel Mourning Becomes Electra) ist eine am 26. Oktober 1931 im New Yorker Guild Theatre uraufgeführte Dramen-Trilogie von Eugene O’Neill. Das Werk ist eine moderne Form der Orestie des Aischylos. Es spielt in New England, im Hause der Familie Mannon, in den Jahren 1865/66.
In der äußeren Form hält sich O’Neill eng an das altgriechische Vorbild. Er übernimmt die Dreiteilung des Stoffes und im Wesentlichen auch den Personenkreis der Orestie. Die drei einzelnen Dramen werden normalerweise nicht einzeln aufgeführt, sondern in gekürzter Form an einem Abend gegeben.

## Handlung
1. Teil „Heimkehr“
Im ersten Teil kehrt General Ezra Mannon (Agamemnon) aus dem Bürgerkrieg nach Hause zurück, wo mittlerweile seine Frau, die schöne Christine (Klytämnestra), ihrem Verlangen, ihrem Schicksal folgend, in Liebe zu dem jungen Segelschiffkapitän Adam Brant (Ägisth) entbrannt ist. Dieser ist der Sohn des Bruders Ezra Mannons, der wegen seiner Verbindung mit einem nicht standesgemäßen Mädchen aus der Familie ausgestoßen wurde. Die Tochter Lavinia (Elektra) erkennt das Verhältnis der Mutter zu Brant, zu dem sie sich selbst hingezogen fühlt. Christine beschließt den Giftmord an ihrem Mann Ezra. Lavinia entdeckt aus doppelter Eifersucht (Bindung an den Vater und unbewusste Sehnsucht nach seinem jüngeren Ebenbild Brant) den Mord. Mit ihrer Drohung, der Mord müsse gesühnt werden, endet der erste Teil der Trilogie.
2. Teil „Die Gejagten“
Im zweiten Teil erfährt der mutterbezogene Orin (Orest) – behaftet mit dem klassischen Oedipus-Komplex – durch Lavinia von der Liebe der Mutter zu Brant. Eifersucht und Rachegedanken lodern in ihm auf. Er entscheidet sich für die „Pflicht“, obwohl er selbst von der „seligen Liebe, die nicht Sünde ist“, träumt; Gegenstand dieser Liebe ist die Mutter. Er tötet Brant aus krankhafter erotischer Eifersucht und treibt die Mutter in den Selbstmord.
3. Teil „Die Verfluchten“
Nach dem Tod der Mutter vollzieht sich in Lavinia eine Wandlung. Sie wird wie die Mutter, schön, sinnlich und begehrenswert. Mit Orin sucht sie Erlösung. Sie flieht mit ihm zu den Südsee-Inseln, dem Symbol paradiesischer Reinheit. Lavinia legt die Trauerkleider ab und träumt von der Liebe zu einem Naturmenschen. Sie, die Rächerin, will jetzt leben und lieben. Als sie den Bruder verlassen will, um einen früher abgewiesenen Liebhaber zu heiraten, trifft der Fluch ihres Hauses sie selbst.
Orin entbrennt in sträflicher Liebe zu ihr. Gewaltsam versucht er, die Schwester an sich zu ketten. Sie weist ihn angeekelt zurück und treibt ihn in den Freitod. Lavinia muss nun die volle Sühne auf sich nehmen. Im Gegensatz zur klassischen Tragödie, in der die letzte Schuld mit dem Tod getilgt wird, nimmt Lavinia den Fluch auf sich: „Ich lebe allein mit den Toten, um ihre Geheimnisse zu hüten, und lasse mich von ihnen hetzen, bis der Fluch getilgt ist und die letzte Mannon sterben wird“.

## Interpretation
Mit seiner Elektra-Trilogie hat O’Neill als Erster einen großen antiken Stoff mit den Augen des 20. Jahrhunderts betrachtet, über ein Jahrzehnt früher als die Franzosen Anouilh und Giraudoux.
Das Drama unterscheidet sich von dem antiken Vorbild darin, dass an die Stelle des alten ein neuer Schicksalsbegriff tritt. Dieser Begriff stammt aus der Beschäftigung des Dichters mit der Psychoanalyse von Sigmund Freud.
Die Auflehnung der altgriechischen Menschen gegen das Gebot der unerforschlichen Götter wird bei O’Neill zur puritanischen Auflehnung gegen die „Libido“. So wie sich der Mensch der Antike in einem ständigen Kampf mit der Macht des unerklärbaren Schicksals befand, so steht der heutige Mensch in ständigem Widerstreit mit den Mächten, die sich dem unbesiegbaren „Willen zur Liebe“ entgegenstellen: Staat, Kirche und Gesellschaft. Gegenüber Aischylos und Sophokles gibt es in 'Mourning becomes Electra' keine Erlösungschance. Den Figuren selbst bleibt ein therapeutischer Effekt versagt; dem Betrachter dagegen erschließt sich die eigentliche Ursache der Katastrophe, jener Druck äußerer Mächte, der das in anarchischem Gefühlsaufruhr desorientierte Widerstandspotential endgültig lähmt.
In einigen Nebenfiguren lässt O’Neill den Chor der griechischen Tragödie in Gestalt von Menschen aus dem Volk wiedererstehen. Aber dieser Chor ist nicht mehr Träger des öffentlichen Gewissens wie bei Aischylos, sondern wird stimmungsmalerisch verwendet.

## Adaptionen
Der US-amerikanische Spielfilm Trauer muss Elektra tragen von 1947 mit Rosalind Russell und Michael Redgrave in den Hauptrollen unter der Regie von Dudley Nichols ist eine Adaption des Stücks. Beide Schauspieler wurden mit diesen Rollen für den Academy Award nominiert.
1967 wurde die gleichnamige Oper von Marvin David Levy nach einem Libretto von William Henry Butler an der New Yorker Metropolitan Opera uraufgeführt. Die europäische Erstaufführung (Trauer muss Elektra tragen) fand am 22. November 1969 im Opernhaus Dortmund statt. Deutsche Übersetzung: Egon Waldmann. Revidierte Textfassung: Hans Feldigl und Hans Hartleb. Inszenierung: Hans Hartleb. Ausstattung: Hainer Hill. – Unter der musikalischen Leitung von Generalmusikdirektor Wilhelm Schüchter sangen: Günther Wewel, Mannon / Joy McIntyre, Christine / Colette Lorand, Lavinia / Guillermo Sarábia, Orin / Willibald Schwister, Jed / Howard Vandenburg, Brant / Dieter Behlendorf, Niles / Elisabeth Lachmann, Helen.
Für das Erste Deutsche Fernsehen ARD wurde ein Fernsehfilm in zwei Teilen gedreht. Die deutsche Erstausstrahlung fand am 18. November 1970 in der ARD statt. Die Hauptdarsteller waren Peter Pasetti, Andrea Jonasson, Karl-Michael Vogler und Joachim Ansorge, Regie führte Peter Beauvais. Jonasson erhielt für ihre Rolle die Goldene Kamera.